# Pietro Badoglio
Pietro Badoglio (ur. 28 września 1871 w Grazzano Monferrato, zm. 1 listopada 1956 tamże) – włoski dowódca wojskowy i polityk, pierwszy książę Addis Abeby.

## Życiorys
Urodził się w miejscowości Grazzano Monferrato, która obecnie nosi na jego cześć nazwę Grazzano Badoglio. Jego rodzicami byli Mario Badoglio i Antonietta Pittarelli. Ukończył Akademię Wojskową w Turynie. W armii włoskiej służył od 1892. Jako porucznik artylerii brał udział w wojnach kolonialnych: kampanii etiopskiej, gdzie walczył m.in. pod Aduą (1896) oraz w kampanii libijskiej przeciwko Turcji w latach 1911–1912. Uczestnik I wojny światowej, już jako generał pomagał przywrócić porządek po klęsce Włochów pod Caporetto w 1917.
Podpisał rozejm w Villa Giusti.
W 1919 został wybrany senatorem, a następnie pełnił misje dyplomatyczne w różnych krajach, m.in. w latach 1923–24 był ambasadorem Włoch w Brazylii. W 1926 otrzymał stanowisko głównodowodzącego armii włoskiej i stopień marszałka i w latach 1929–1933 pełnił obowiązki generalnego gubernatora Cyrenajki i Trypolitanii.
W 1936, w trakcie ponownej agresji włoskiej na Abisynię, objął funkcję głównodowodzącego wojsk inwazyjnych po generale Emilio De Bono; zintensyfikował działania zbrojne, czego efektem było triumfalne wkroczenie do Addis Abeby 5 maja. Po kampanii otrzymał od króla Wiktora Emanuela III tytuł księcia Addis Abeby i został mianowany generalnym gubernatorem i wicekrólem Etiopii.
W 1940 był szefem sztabu generalnego. Przeciwny udziałowi Włoch w II wojnie światowej, po agresji na Grecję podał się do dymisji.
26 lipca 1943 mianowany premierem po zdymisjonowaniu Benito Mussoliniego przez króla. Wraz z rządem schronił się na południu kraju, kiedy Niemcy zaczęły okupować Włochy. Podpisał akt bezwarunkowej kapitulacji Włoch, a następnie wypowiedział wojnę III Rzeszy 13 października 1943. Premierem pozostał aż do wyzwolenia Rzymu w czerwcu 1944.
Pod naciskiem antyfaszystowskich polityków, niechętnych Badoglio ze względu na jego udział w budowaniu kolonialnego imperium Włoch, ustąpił ze stanowiska i przeszedł w stan spoczynku. Jego miejsce zajął Ivanoe Bonomi.

## Odznaczenia
Odznaczony następującymi odznaczeniami:
- Wielka Wstęga Orderu Korony Włoch (30 grudnia 1919)
- Wielki Oficer Orderu Korony Włoch (11 listopada 1918)
- Komandor Orderu Korony Włoch (30 grudnia 1917)
- Kawaler Orderu Korony Włoch (4 czerwca 1908)
- Krzyż Wielki Orderu Świętych Maurycego i Łazarza (17 lipca 1921)
- Komandor Orderu Świętych Maurycego i Łazarza (18 czerwca 1920)
- Oficer Orderu Świętych Maurycego i Łazarza (13 września 1917)
- Krzyż Wielki Orderu Sabaudzkiego Wojskowego (6 listopada 1918)
- Order Annuncjaty (1929)
- Wielki Oficer Orderu Kolonialnego Gwiazdy Włoch
- Komandor Orderu Grobu Świętego (4 grudnia 1939)